# Света Петка (Пезово)
Вижте пояснителната страница за други значения на Света Петка.
„Света Параскева“ или „Света Петка“ (на македонска литературна норма: „Света Параскева“, „Света Петка“) е православна църква в село Пезово, северната част на Република Северна Македония. Част е от Кумановско-Осоговската епархия на Македонската православна църква – Охридска архиепископия. Църквата е изградена в източната част на селото в XVII век. Има два входа и женска църква.
Икони от църквата
- „Архангел Михаил“, първа четвърт на XIX век, дърво и темпера
- „Света Петка“, първа четвърт на XIX век, дърво и темпера
- „Света Петка“, 1898, Йосиф Мажовски, дар от поп Манасий, поп Димитър, Манасий Марков, Младен Златков от Пезово